# Michael Hollick

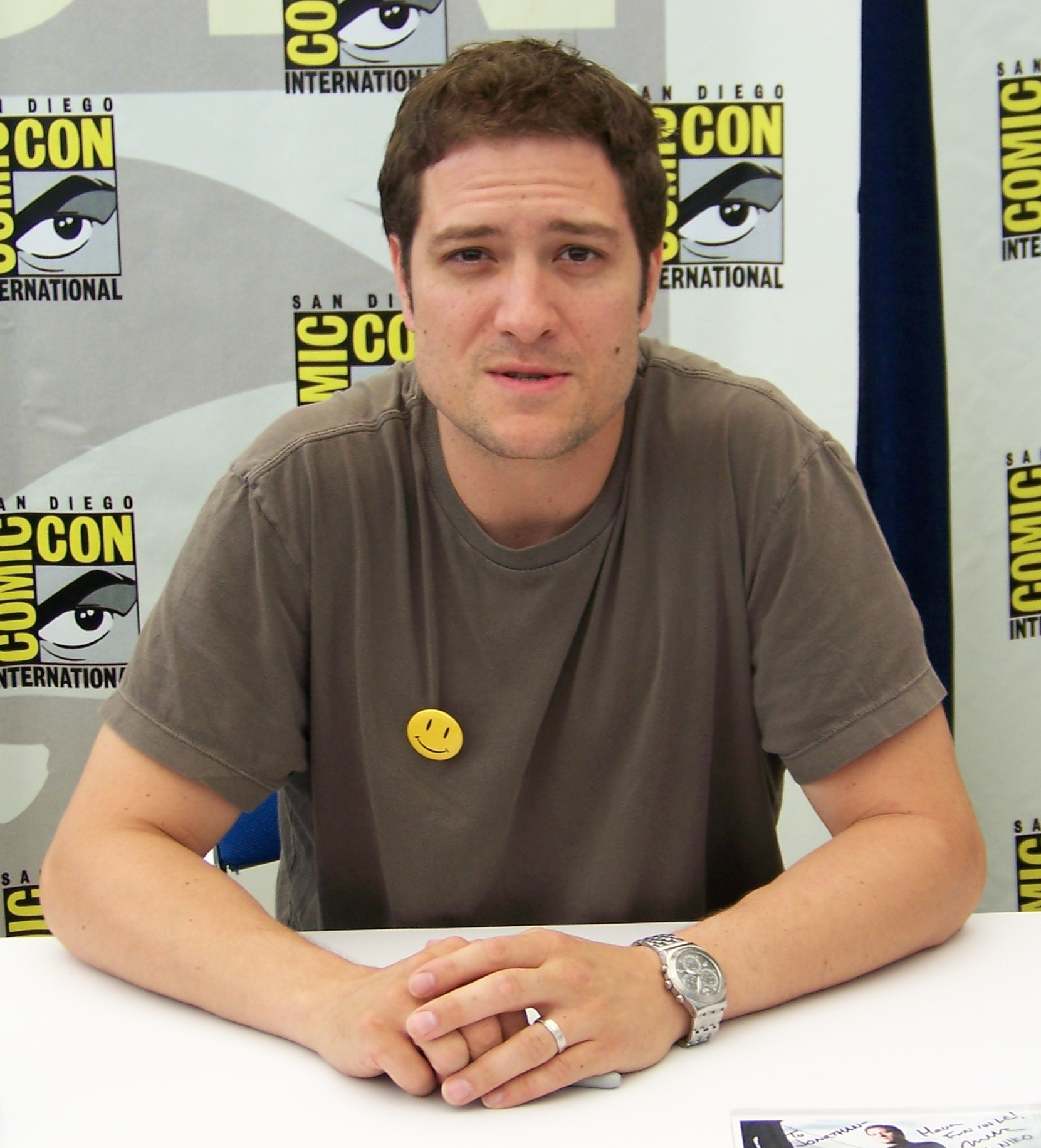
Michael Hollick bei der San Diego Comic-Con 2008

Michael Hollick (* 5. August 1970 in Brooklyn, New York City, New York als Michael Andrew Hollick) ist ein US-amerikanischer Schauspieler und Synchronsprecher, bekannt durch seine Synchronrolle als Niko Bellic im Computerspiel Grand Theft Auto IV.

## Leben
Michael Hollick wurde im August 1970 in Brooklyn, einem Stadtteil von New York City, im US-Bundesstaat New York geboren. Neben seinen kleineren Gastrollen in Fernsehserien wie Law & Order, Sex and the City und Criminal Intent – Verbrechen im Visier, spielte er bereits in Theaterstücken wie Tarzan, Fuerzabruta am Off-Broadway, De la Guarda und Jumpers am Broadway mit. Momentan hat er die Rolle des bösen Scar in der Las-Vegas Produktion von Walt Disneys Der König der Löwen inne. 2008 übernahm er die Synchronrolle des Niko Bellic im vierten Teil der Grand-Theft-Auto-Reihe, Grand Theft Auto IV. Dafür gewann er 2009 einen Spike Video Game Award als Bester männlicher Synchronsprecher. Er sprach diese Rolle auch in den zwei folgenden Add-ons Grand Theft Auto IV: The Lost and Damned und Grand Theft Auto: The Ballad of Gay Tony
Hollick lebt momentan in Las Vegas im US-Bundesstaat Nevada. Er ist mit der Schauspielerin Angela Tsai verheiratet und hat mit ihr einen Sohn.

## Filmografie
- 2000–2002: Law & Order: Special Victims Unit (Fernsehserie, 2 Episoden)
- 2002: Sex and the City (Fernsehserie, Episode 5x02)
- 2006–2009: Law & Order (Fernsehserie, 2 Episoden)
- 2007: Criminal Intent – Verbrechen im Visier (Law & Order: Criminal Intent, Fernsehserie, Episode 6x12)

## Sprecher
- 2008: Grand Theft Auto IV
- 2009: Grand Theft Auto IV: The Lost and Damned
- 2009: Grand Theft Auto: The Ballad of Gay Tony
- 2011: Homefront